# 見習士官

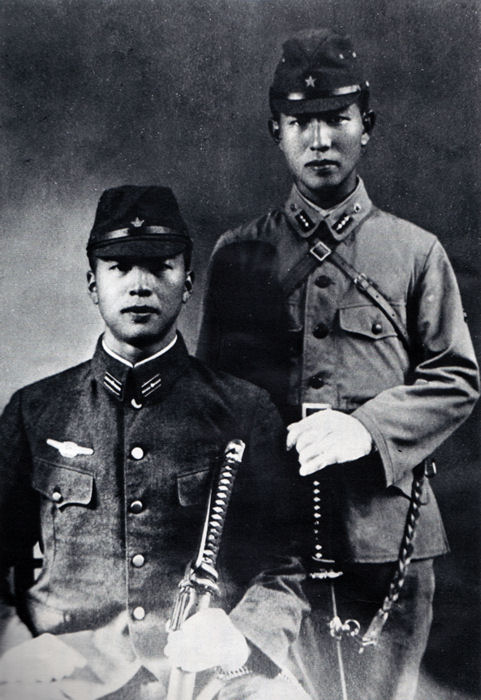
見習士官時代の小野田寛郎（右）と弟の滋郎陸軍少尉。1944年12月頃撮影

見習士官（みならいしかん）は、大日本帝国陸軍の官名の一つ。

## 概要
陸軍将校となるにふさわしい教育を終えた者が、少尉任官の前段階として見習士官に任じられる。太平洋戦争（大東亜戦争）期の場合、主に以下の者が該当者である。
1. 士官候補生として陸軍士官学校、陸軍航空士官学校または陸軍経理学校卒業者。
2. 甲種幹部候補生として陸軍予備士官学校卒業、または同程度の教育を終了した者。
3. 衛生部、技術部、法務部など各部将校要員に採用された高等教育機関卒業者。
4. 陸軍特別操縦見習士官。

士官候補生出身の現役兵科将校の一例では、陸軍予科士官学校で学び、定められた部隊（これを原隊と呼ぶ）で士官候補生として隊附勤務を経験し、陸軍士官学校（本科）に進んでこれを卒業すると、見習士官に任じられ原隊に戻り一定期間勤務した後で伝統の建前である原隊将校団による推薦を受け（あくまでも形式上である）少尉に任官する。
見習士官の実役停年は基本的に数ヶ月で、戦況により短縮されるようになった。
階級自体は曹長であるが編制上では見習士官として独立した存在である。待遇および職域・職責は少尉とほぼ違いがなく、配属された部隊ではまさに将校の見習いとして週番士官や兵教育における教官を務め、演習時や戦時には小部隊を指揮することもあった。服制においては、軍服は一般の下士官と変わらない官給品であるが、襟には特別徽章の星章を、肘には士官勤務者章を付け(昭和18年以降)、将校軍刀を佩用し、軍服の上から尉官用の正刀帯を締める事で差別化されていた。